# Красюковське сільське поселення
Красюковское сільське поселення — муніципальне утворення у Октябрському районі Ростовської області.
Адміністративний центр поселення — слобода Красюковська.
Населення — 7017 осіб (2010 рік).
Красюковское сільське поселення розташовано на заході Октябрського району у долині Грушівки й її правої притоки річки Аюти по центру між містами Шахти, Новошахтинськ й Новочеркаськ.

## Адміністративний устрій
До складу Красюковского сільського поселення входять:
- слобода Красюковська — 4240 осіб (2010 рік);
- селище Новоперсіановка — 1105 осіб (2010 рік);
- хутір Аюта — 64 особи (2010 рік);
- хутір Красний — 1 особа (2010 рік);
- хутір Міллеров — 58 осіб (2010 рік);
- хутір Сусол — 37 осіб (2010 рік);
- хутір Яново-Грушевський — 1512 осіб (2010 рік).